# Koi Kogare
Koi Kogare (コイコガレ) ist ein Lied der japanischen Sängerin milet und der Rockband Man with a Mission, welches am 17. April 2023 über Sony Music Entertainment Japan zunächst auf digitaler Ebene veröffentlicht wurde, ehe am 31. Mai gleichen Jahres eine gemeinsame Tonträgerveröffentlichung mit dem Lied Kizuna no Kiseki als Doppel-A-Seite-Single erfolgte. Es ist auf milets dritten Album 5am. enthalten.
Das Lied wurde in der Abspannsequenz der dritten Staffel der Anime-Fernsehserie Demon Slayer. Es erhielt eine Nominierung bei den Crunchyroll Anime Awards.
In Japan erreichte das Lied Platz vier der heimischen Singlecharts. Es war milets musikalischer Beitrag beim 74. Kōhaku Uta Gassen des Fernsehsenders NHK.

## Hintergrund und Veröffentlichung
Sängerin milet arbeitete bereits in ihrer Vergangenheit mit den Musikern von Man with a Mission zusammen. So entstand in einer musikalischen Zusammenarbeit das Lied Reiwa, welches auf der Single Dark Crow veröffentlicht wurde.
Im April 2023 wurde von den Produzenten der dritten Staffel der Anime-Fernsehserie Demon Slayer bekanntgegeben, dass milet und Man with a Mission gemeinsam das Lied Koi Kogare für die Abspannsequenz einspielen werden. Geschrieben, getextet und produziert wurde das Lied von Yuki Kajiura. Für milet war es die erste Zusammenarbeit mit Kajiura.
Koi Kogare wurde am 17. April 2023 zunächst auf digitaler Ebene als Musikdownload und Musikstreaming veröffentlicht, ehe am 31. Mai gleichen Jahres eine gemeinsame Tonträgerveröffentlichung mit dem Lied Kizuna no Kiseki als Doppel-A-Seite-Single auf CD und Schallplatte erfolgte. Das Lied ist auf dem dritten Studioalbum milets, 5am., welches im August 2023 veröffentlicht wurde, zu finden.

## Komposition
Geschrieben und getextet wurde Koi Kogare von Yuki Kajiura, die auch für die Serienmusik der Anime-Fernsehserie verantwortlich ist. Die Haupttonart des Liedes ist A-Dur, das Tempo beträgt 175 BpM und die Taktart ist im 4/4-Takt gehalten.
Der Gesang milets wurde bereits auf der Demoaufnahme eingesungen. In einem Interview mit Tomonori Shiba von Billboard Japan sagte sie, dass dies das erste Mal in ihrer Karriere war, dass ihr Gesang so früh aufgenommen wurde, was für sie schwierig umzusetzen war. Im Anschluss wurde dieses Demo den Musikern von Man with a Mission vorgelegt, die daraufhin begann basierend auf diese Aufnahme das Arrangement der Instrumente aufzubauen. milet bezeichnete den Aufnahmeprozess mit Kajiura rückwirkend als wertvolle Erfahrung, da diese ihr Gesangskonzept verändert habe.

## Mitwirkende
Die Mitwirkenden Musiker und weitere an der Produktion des Liedes beteiligte Personen wurde aus dem Eintrag in der Video Game Music Database entnommen.
- Tokyo Tanaka – Gesang, Produktion,
- Jean-Ken Johnny – E-Gitarre, Gesang, Produktion
- Kamikaze Boy – E-Bass, Gesang, Produktion
- Spear Rib – Schlagzeug, Produktion
- DJ Santa Monica – Turntables, Produktion
- Yuki Kajiura – Produktion, Komposition, Liedtext, Arrangements
- milet – Gesang

## Titelliste der CD-Single
| Nr. | Titel                                    | Komponisten                   | Länge |
| --- | ---------------------------------------- | ----------------------------- | ----- |
| 1.  | 絆ノ奇跡 Kizuna no Kiseki                | Jean-Ken Johnny (Musik, Text) | 3:43  |
| 2.  | コイコガレ Koi Kogare                    | Yuki Kajiura (Musik, Text)    | 3:36  |
| 3.  | 絆ノ奇跡 Kizuna no Kiseki (Instrumental) | Johnny (Musik)                | 3:43  |
| 4.  | コイコガレ Koi Kogare (Instrumental)     | Kajiura (Musik)               | 3:36  |
| 5.  | 絆ノ奇跡 Kizuna no Kiseki (Anime-Edit)   | Johnny (Musik, Text)          | 1:34  |
| 6.  | コイコガレ Koi Kogare (Anime-Edit)       | Kajiura (Musik, Text)         | 1:30  |

## Erfolg

### Kommerziell
Weil Koi Kogare zunächst auf digitaler Ebene veröffentlicht wurde, war das Lied in den offiziellen Oricon-Singlecharts nicht einstiegsberechtigt, da diese lediglich physische Verkäufe auswerten. Stattdessen stieg das Lied nebst Kizuna no Kiseki auf dem dritten Platz der kombinierten Singlecharts ein und verblieb 40 Wochen in den Charts ein. Nach der Tonträgerveröffentlichung am 31. Mai 2023 schaffte das Lied mit knapp 43.000 verkauften Einheiten den Einstieg auf Platz vier der heimischen Singlecharts. Die Single hielt sich 33 Wochen in den offiziellen Oricon-Charts auf.
In den von Billboard Japan erhobenen Japan Hot 100 erreichte das Lied mit Platz 25 seine höchste Positionierung.
In den Oricon-Jahrescharts erreichte die Single Platz 83.

### Musikpreise
Am 17. Januar 2024 erhielt das Lied eine Nominierung bei den Crunchyroll Anime Awards, die in diesem Jahr zum achten Mal verliehen werden, in der Kategorie Bester Abspann.
| Jahr | Auszeichnung             | Kategorie      | Resultat  | Quellen |
| ---- | ------------------------ | -------------- | --------- | ------- |
| 2024 | Crunchyroll Anime Awards | Bester Abspann | Nominiert | [ 16 ]  |